# Clio (Iowa)
Clio es una ciudad situada en el condado de Wayne, en el estado de Iowa, Estados Unidos. Según el censo de 2010 tenía una población de 80 habitantes.

## Geografía
Según la Oficina del Censo de los Estados Unidos, la localidad tiene un área total de 1,95 km², la totalidad de los cuales 1,95 km² corresponden a tierra firme.

## Demografía
Según el censo de 2010, había 80 personas residiendo en la localidad. La densidad de población era de 41,03 hab./km². Había 44 viviendas con una densidad media de 22,56 viviendas/km². El 97,5% de los habitantes eran blancos y el 2,5% pertenecía a dos o más razas. El 10% de la población eran hispanos o latinos de cualquier raza.